# Husenli
Husenli est un village de la région de Tərtər en Azerbaïdjan.

## Population
Selon les statistiques de 2009, la population du village est de 2093 personnes.

## Géographie
Le village de Husenli de la région de Tərtər est situé dans la circonscription administrative du village d'Husenli.

## Économie
La principale occupation de la population du village de Husenli est l'élevage et l'agriculture.